# マーク・ロブソン
マーク・ロブソン（Mark Robson、1913年12月4日 - 1978年6月20日）は、アメリカ合衆国の映画監督、映画プロデューサー、編集技師である。

## 経歴
1913年12月4日、ケベック州モントリオールに生まれる。カリフォルニア大学ロサンゼルス校を卒業した。
20世紀フォックスで小道具係を務めたのち、RKOで編集技師を務めた。1948年に同社を離れるまでのあいだ、ヴァル・リュートン製作の映画を監督した。その後、スタンリー・クレイマー製作の『チャンピオン』や『勇者の家』、サミュエル・ゴールドウィン製作の『恐怖の一夜』や『我が心の呼ぶ声』を監督した。そのほかの監督作品に『トコリの橋』や『殴られる男』、『青春物語』などがある。
1978年6月20日、心臓発作によりロンドンにて死去。64歳没。

## フィルモグラフィー

### 映画
- キャット・ピープル Cat People（1942年） - 編集
- 恐怖への旅 Journey into Fear（1943年） - 編集
- 吸血鬼ボボラカ Isle of the Dead（1945年） - 監督
- 恐怖の精神病院 Bedlam（1946年） - 監督・脚本
- 渓谷の銃声 Roughshod（1949年） - 監督
- チャンピオン Champion（1949年） - 監督
- 勇者の家 Home of the Brave（1949年） - 監督
- 愚かなり我が心 My Foolish Heart（1949年） - 監督
- 恐怖の一夜 Edge of Doom（1950年） - 監督
- 輝かしき勝利 Bright Victory（1951年） - 監督
- 我が心の呼ぶ声 I Want You（1951年） - 監督
- 楽園に帰る Return to Paradise（1953年） - 監督
- 零下の地獄 Hell Below Zero（1954年） - 監督
- トコリの橋 The Bridges at Toko-Ri（1954年） - 監督
- 黄金の賞品 A Prize of Gold（1955年） - 監督
- アメリカの戦慄 Trial（1955年） - 監督
- 殴られる男 The Harder They Fall（1956年） - 監督
- 潮風のいたづら The Little Hut（1957年） - 監督・製作
- 青春物語 Peyton Place（1957年） - 監督
- 六番目の幸福 The Inn of the Sixth Happiness（1958年） - 監督
- 孤独な関係 From the Terrace（1960年） - 監督・製
- 脱走 The Inspector（1962年） - 製作
- 逆転 The Prize（1963年） - 監督
- 暗殺5時12分 Nine Hours to Rama（1963年） - 監督・製作
- 脱走特急 Von Ryan's Express（1965年） - 監督・製作
- 名誉と栄光のためでなく Lost Command（1966年） - 監督・製作
- 哀愁の花びら Valley of the Dolls（1967年） - 監督
- 屋根の上の赤ちゃん Daddy's Gone A-Hunting（1969年） - 監督・製作
- 雨の日にふたたび Limbo（1972年） - 監督
- 大地震 Earthquake（1974年） - 監督・製作
- アバランチエクスプレス Avalanche Express（1979年） - 監督・製作